# Henryk Jasiński (geodeta)
Henryk Jasiński (ur. 6 stycznia 1904 w Nadwórnej, zm. 31 sierpnia 1988 w Warszawie) – polski geodeta.

## Życiorys
Henryk Jasiński urodził się 6 stycznia 1904 roku na Kresach w Nadwórnej koło Stanisławowa. Uczył się w Państwowej Szkole Mierniczej w Krakowie, którą ukończył w 1926 roku. W roku 1932 zdał egzamin przed Państwową Komisję Kwalifikacyjną na mierniczych przysięgłych we Lwowie. W 1950 roku, na mocy decyzji Państwowej Komisji Weryfikacyjno-Egzaminacyjnej, uzyskał stopień inżyniera geodety z zakresu urządzeń rolnych. Od 1928 roku pracował w Okręgowym Urzędzie Ziemskim w Stanisławowie, a od roku 1936 tamże w II Urzędzie Skarbowym Działu Katastralnego. W czasie II wojny światowej pracował w Związku Spółdzielczym w Stanisławowie oraz w Rejonowym Zarządzie Urządzeń Rolnych w Nadwórnej.
W roku 1945 rozpoczął pracę w Powiatowym Urzędzie Ziemski w Śremie. Rok później został zatrudniony w Departamencie Urządzeń Rolnych Ministerstwa Rolnictwa – najpierw był radcą, a następnie naczelnikiem wydziału. Od 1956 do 1957 roku pracował w Biurze Melioracji i Urządzeń Rolnych. Był działaczem Stowarzyszenia Geodetów Polskich (SGP), w którym m.in. pełnił funkcję Sekretarza Generalnego (1957–1970). Był jednym z inicjatorów i autorów „Zarysu historii organizacji społecznych geodetów Polskich”, redaktorem działowym Przeglądu Geodezyjnego, a także zasiadał we władzach Naczelnej Organizacji Technicznej. Henryk Jasiński zmarł 31 sierpnia 1988 roku w Warszawie. Został pochowany na cmentarzu w Skolimowie.

## Odznaczenia
Henryk Jasiński został odznaczony m.in.:
- Krzyżem Oficerskim i Kawalerskim Orderu Odrodzenia Polski,
- Złotym i Srebrnym Krzyżem Zasługi,
- Medalem 10-lecia Polski Ludowej

Ponadto został uhonorowany: złotą odznaką „Za zasługi w dziedzinie geodezji i kartografii”, złotą i srebrną Odznaką Honorową NOT i SGP oraz tytułem Członka Honorowego SGP.